# Anton Wilhelm Horst

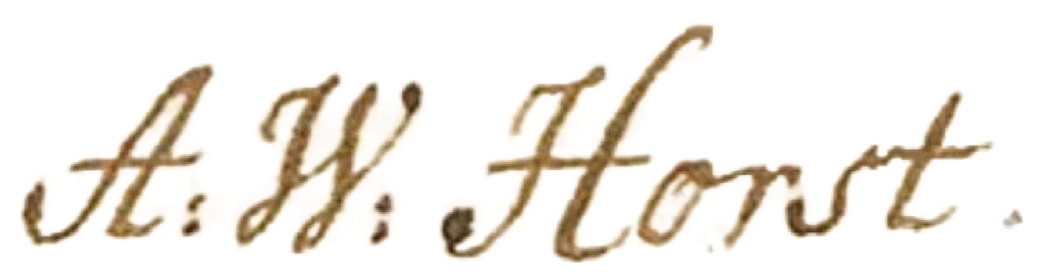
Namenszeichen des Landbaumeisters

Anton Wilhelm Horst, auch: Anton Guillaume Horst (* 1. August 1714 in Burghasungen; † 9. April 1789 in Ratzeburg) war ein deutscher Baubeamter, der vor allem im Kurfürstentum Braunschweig-Lüneburg und im Herzogtum Mecklenburg tätig war.

## Leben
Anton Wilhelm Horst wurde als eines von 13 Kindern des Jobst D. Horst und dessen Frau, geborene Hillen, im Dorf Burghasungen geboren. Dieses Dorf gehörte zur Landgrafschaft Hessen-Kassel und zur Vogtei Hasungen. In seiner Kindheit war er oft gesundheitlich angeschlagen, doch das häufige Reiten stärkte seine Konstitution. Horst wuchs in einer strengen Erziehung auf und erhielt durch Hauslehrer Unterricht, wobei der Schwerpunkt auf der lateinischen Sprache lag. Um 1730 verstarb sein Vater Jobst. Daraufhin verließ Horst 1731 seine Heimat und trat als Fourier in den Dienst der kurhannoverschen Truppen ein. Nach etwa drei Jahren, die er teils im Felde und teils in der Festung Harburg, wo das Regiment stationiert war, verbrachte, nahm er schließlich seinen Abschied vom Militärdienst.
Anschließend erlernte er die Zivilbaukunst und widmete sich etwa ein Jahr lang der praktischen Anwendung, geleitet von Otto Heinrich von Bonn, dem Landbaumeister des Kurfürstentums Hannover. Danach war er acht Jahre lang als Bauconducteur in Hannover tätig. Hier entwarf er unter anderem Pläne für den Großen Garten des Schlosses Herrenhausen.
In den Jahren 1747 und 1748 wurde Horst vom herzoglichen Ministerium als neu ernannter Landbaumeister nach Schwerin berufen, wo er zunächst unter Herzog Christian Ludwig und anschließend unter Herzog Friedrich der Fromme tätig war.
Um 1760 heiratete er Veronica (Beata Lucia) Heimann, geborene Voigt, die Witwe des Königlichen Hofmedikus J. Heimann. Bereits 1735 hatte er Veronica, die Tochter des Oberamtmanns Voigt aus Westen, kennengelernt; eine Heirat war jedoch aufgrund ihrer unterschiedlichen Konfessionen nicht möglich. Nach zwei Jahren Ehe brachte sie in Wittenburg dem Landbaumeister Horst einen Sohn zur Welt, den späteren Militärarzt und Chirurgen Christoph Heinrich Horst (1761–1810).

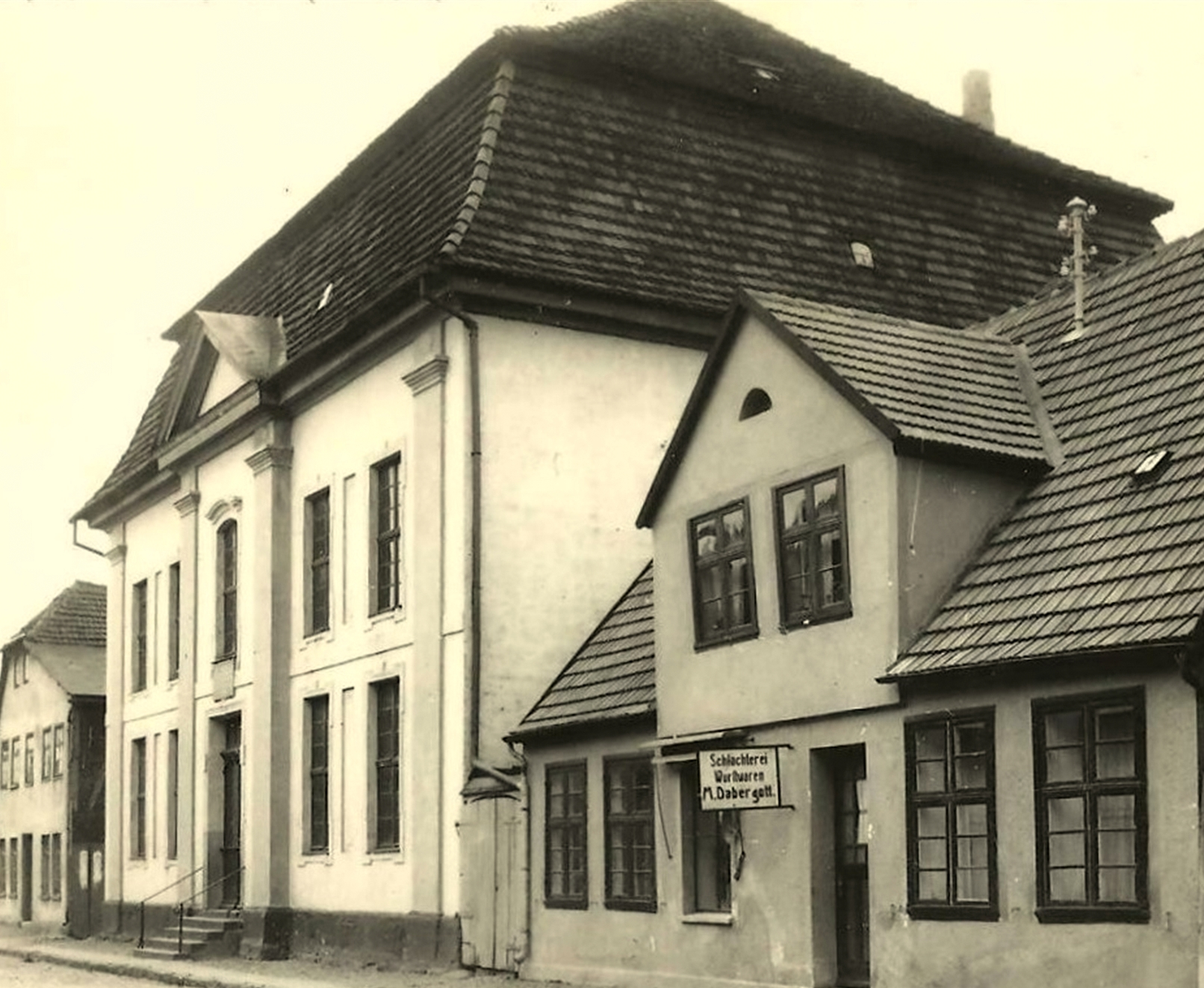
Die von Baumeister Horst errichtete reformierte Kirche im Ellernbruch in Bützow

Im selben Jahr zog die Familie nach Hoppenrade, einem herzoglichen Domänengut, das sie für neun Jahre gepachtet hatten. Bereits 1762 verstarb seine Frau und er zog seinen Sohn gemeinsam mit seinem Schwager Carl Christian Ludewig Voigt groß. In dieser Zeit erhielt er den herzoglichen Auftrag zum Bau der reformierten Kirche in Bützow, die als einziges Kirchengebäude in Nordostdeutschland im konsequent reformierten Stil errichtet wurde.
Als im Jahr 1770 die Pacht für Hoppenrade auslief und die jährliche Pachtsumme um die Hälfte erhöht werden sollte, gab Horst die Pacht auf. Von Hoppenrade aus zog Horst nach Bliestorf, einem adligen Gut im Herzogtum Sachsen-Lauenburg, blieb jedoch weiterhin im Dienst des mecklenburgischen Herzogs. Zu Beginn des Jahres 1776 zog Horst in das Fürstentum Ratzeburg. Er mietete das obere Stockwerk der Regierungspotheke auf dem Domhof Ratzeburg, das aus einem Saal, drei Zimmern und einem Vorsaal bestand, für jährlich dreißig Reichstaler.
Der ehemalige Landbaumeister verstarb 1789 im Alter von 75 Jahren und fand seine letzte Ruhestätte auf dem Friedhof am Steindamm in Ratzeburg.

## Bauten (Auswahl)
- 1765–1771: Reformierte Kirche in Bützow[13]
- 1774: Holländerhaus in Kastorf[14]